# Меньшиков, Сергей Михайлович
Сергей Михайлович Меньшиков (род. 2 февраля 1973) — российский самбист и дзюдоист, чемпион и призёр чемпионатов России, чемпион мира среди железнодорожников, мастер спорта России международного класса. В 2012 году окончил факультет физической культуры Новосибирского государственного педагогического университета. Работает тренером по дзюдо новосибирской детско-юношеской спортивной школы №1 «ЛИГР».

## Спортивные результаты
- Открытый чемпионат Финляндии по дзюдо 2003 года — ;
- Чемпионат России по самбо 1998 года — ;
- Чемпионат России по самбо 1999 года — ;
- Чемпионат России по дзюдо 2001 года — ;
- Чемпионат России по дзюдо 2003 года — ;
- Чемпионат России по самбо 2004 года — ;